# ولادو شچپانوویچ
ولادو شچپانوویچ (انگلیسی: Vlado Šćepanović؛ زادهٔ ۱۳ نوامبر ۱۹۷۵) بازیکن سابق و مربی بسکتبال اهل مونته‌نگرو است.
از باشگاه‌هایی که در آن بازی کرده‌است می‌توان به باشگاه ورزشی افس پیلسن، باشگاه بسکتبال پاناتینایکوس، باشگاه بسکتبال پارتیزان، و باشگاه بسکتبال مورسیا اشاره کرد.
وی در مسابقات کشوری و بین‌المللی در مجموع برندهٔ ۲ مدال طلا، ۴ مدال برنز شده‌است.